# 第25独立親衛自動車化狙撃旅団 (ロシア陸軍)
第25独立親衛自動車化狙撃旅団（だい25どくりつしんえいじどうしゃかそげきりょだん、ロシア語: 25-я отдельная гвардейская мотострелковая бригада）は、ロシア陸軍の旅団。第6諸兵科連合軍隷下。

## 概要

### 第二次世界大戦
1940年8月18日、第二次世界大戦の影響に伴い、赤軍第153狙撃師団隷下の第666狙撃連隊としてロシア・ソビエト連邦社会主義共和国で創設された。
1941年7月から独ソ戦に投入され、枢軸国に勝利し、赤旗勲章、名誉称号「親衛隊」、「セヴァストポリ」を授与され、第13親衛狙撃連隊に改称された。

### 冷戦期

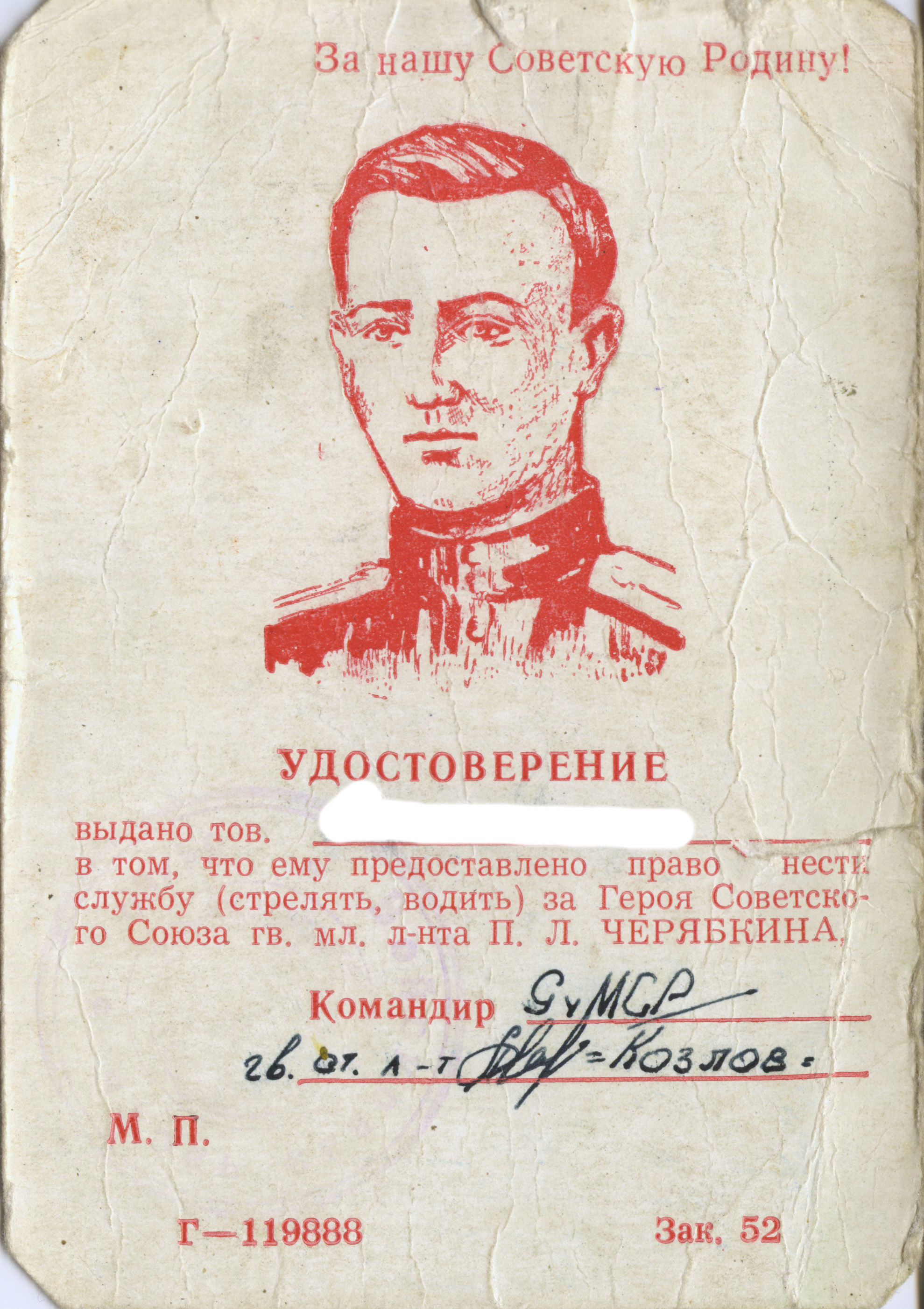
チェリャブキネツ証明書

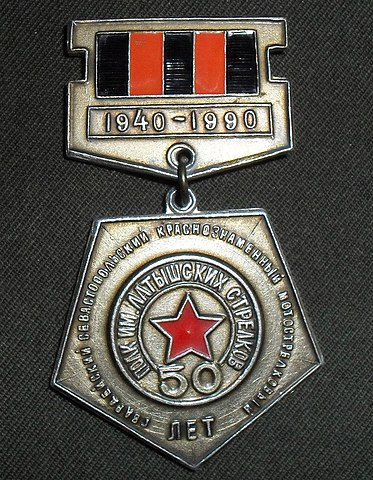
第13連隊記念メダル

1952年4月、リトアニア・ソビエト社会主義共和国に移駐した。
1956年5月、ラトビア・ソビエト社会主義共和国に移駐した。
1957年6月、機械化に伴い、第13親衛自動車化狙撃連隊に改編された。
1963年3月、訓練部隊化に伴い、第13親衛訓練自動車化狙撃連隊に改編された。

### ロシア陸軍
1992年5月、ソビエト連邦の崩壊とロシアの独立で創設されたロシア陸軍に編入した。
1992年9月、部隊増強に伴い、第25独立親衛自動車化狙撃旅団に改編された。
1993年11月、プスコフ州に移駐した。

### ロシアのウクライナ侵攻

#### 北東部・ハルキウ戦線
2022年2月24日、ロシアのウクライナ侵攻でロシア・ベルゴロド州に配備され、第6諸兵科連合軍の隷下部隊として第1親衛戦車軍と共に攻勢を開始したが、5月に北東部ハルキウ州ハルキウ方面で撃退された。

#### 北東部・クプヤンシク戦線
2023年10月、北東部ハルキウ州に再配置され、第138独立親衛自動車化狙撃旅団と共にクプヤンシク方面で攻勢を開始したが、12月にシンキウカのキルゾーンで7回撃退されるなど苦戦し、2024年3月に大損害を受けて撃退された。

#### 北東部・ハルキウ戦線
2024年5月、ロシア・ベルゴロド州に再配置され、第138独立親衛自動車化狙撃旅団と共にチュフイウ方面で攻勢を開始し、動員兵で充足されてヴォウチャンシクを2日間で占領する計画で進撃したが、ロシアのSNS上で親族による兵士の安否確認や行方不明者捜索願が増え始めるなど徐々に雲行きが怪しくなり、6日間の戦闘で投入した部隊が全滅した。
同月に団員親族の書簡がプスコフ州新聞に掲載され、事の顛末が公表された。1年以上の連戦で損耗していた動員兵主体の部隊で攻勢を開始し、団員は1日1時間半の睡眠で昼夜問わずに進撃したが、補給と救援を受けられず、代わりに戦死者多数の大損害を受けた。5日目に司令部に撤退許可を要請したところ「撤退は祖国への裏切り」として却下され、そのまま攻勢を継続したが、結局どうにもならなくなり人命優先で無断撤退した。撤退後は指揮官に激怒され、生き残った団員は肉弾攻撃要員として懲罰部隊ストームZに配属させられた。団員の親族は軍法に違反してると思われる横暴な指揮官への調査と満足な休息を与えられない動員兵の待遇改善を訴えた。

#### 北東部・クプヤンシク戦線
2024年11月、北東部ハルキウ州に再配置され、大規模火力支援を受けてクプヤンシク方面で攻勢を開始し、クプヤンシク市内まで進撃してみせたが、兵力不足が露呈して撃退された。ロシア軍がクプヤンシクに侵入したのは、ウクライナ軍に追い出された2022年9月以来2年2か月ぶりとなった。

## 編制
- 旅団司令部（ルーガ）
- 第1自動車化狙撃大隊
- 第2自動車化狙撃大隊
- 第3自動車化狙撃大隊
- 戦車大隊
- 旅団砲兵群
  - 本部中隊
  - 第1自走砲大隊
  - 第2自走砲大隊
  - ロケット砲大隊
  - 対戦車砲大隊
- 高射ミサイル大隊

- 偵察大隊
- 工兵大隊
- 通信大隊
- 兵站大隊
- 狙撃中隊
- 整備中隊
- 電子戦中隊
- NBC防護中隊
- 衛生中隊
- 無人機中隊